# Ellen Terry como Lady Macbeth

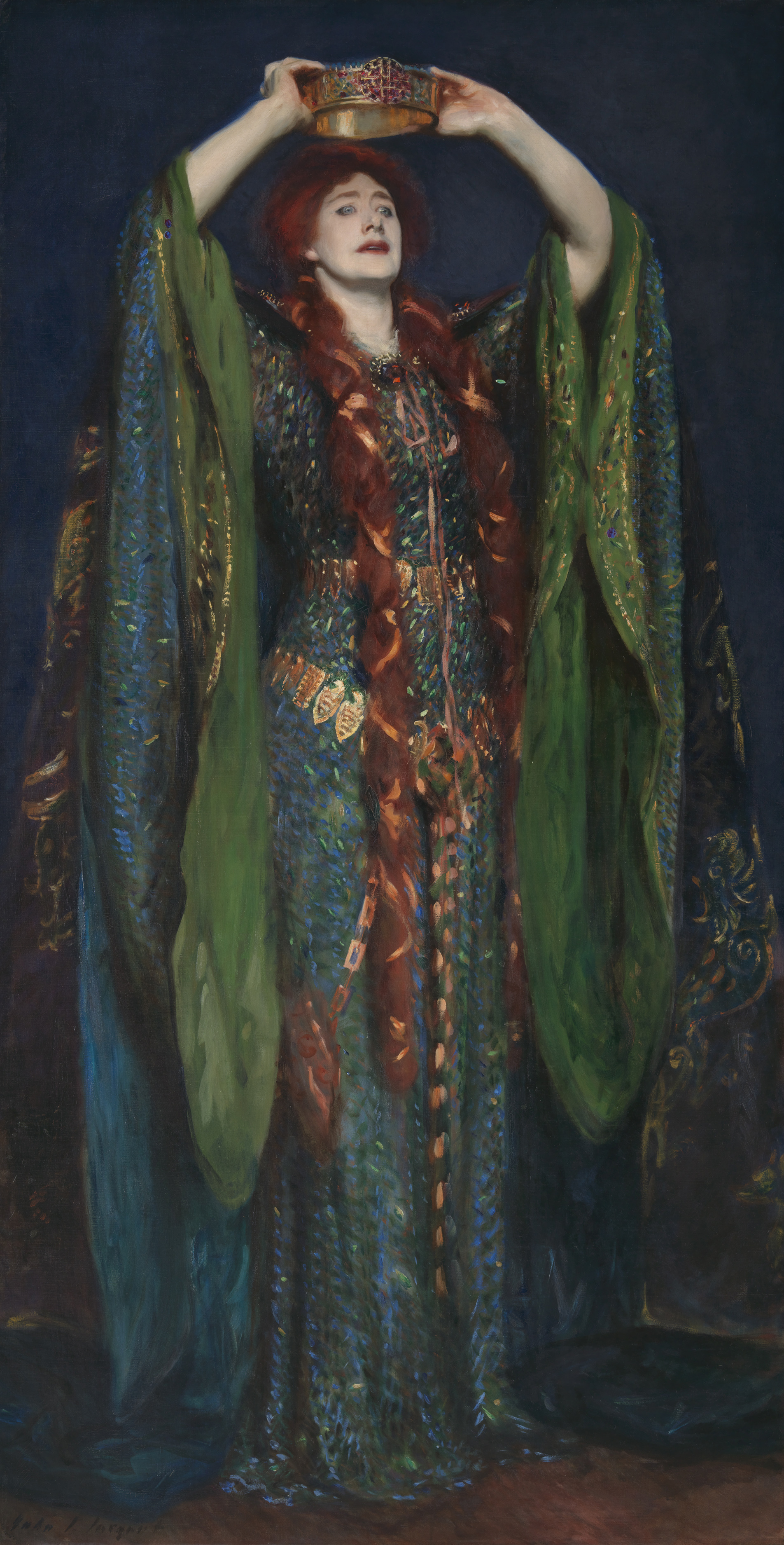
Ellen Terry como Lady Macbeth, 1889.

Ellen Terry como Lady Macbeth es una pintura al óleo de John Singer Sargent. Pintada en 1889, muestra a la actriz Ellen Terry en una famosa interpretación de la tragedia de William Shakespeare Macbeth, llevando un vestido verde decorado con alas de escarabajo iridiscentes. La obra teatral fue producida por Henry Irving en el Lyceum Theatre de Londres, con Irving también interpretando el papel de Macbeth junto a Terry.  Sargent asistió la noche del estreno el 29 de diciembre de 1888 y se inspiró para pintar el retrato de Terry casi inmediatamente.

## Vestido
El espectacular vestido de Terry fue diseñado por Alice Comyns Carr (1850–1927) y realizado a ganchillo por Ada Nettleship, utilizando suave lana verde e hilo azul de Bohemia para crear un efecto similar a una cota de malla. Está bordado con oro y decorado con 1.000 alas iridiscentes del escarabajo joya verde. El vestido tiene una orla estrecha de diseños celtas con piedras rojas y blancas, y ceñido con un cinturón de oro. El diseño fue inspirado en un vestido llevado por Lady Randolph Churchill también adornado con alas de escarabajo verde. Fue diseñado para "parecerse tanto a una armadura de cota de malla... como a las escamas de una serpiente".
Terry escribió a su hija Edith Craig, "Desearía que pudieras ver mis vestidos. Son magníficos, especialmente el primero: escarabajos verdes encima, y que capa! Las fotografías no dan ninguna idea de él en absoluto, porque es espléndido en color. El cabello rojo oscuro está bien. Todo es Rossetti— ricos efectos de vitral." Oscar Wilde bromeó que "Lady Macbeth parece una económica ama de llaves y evidentemente patrocina las industrias locales para la ropa de su marido y las libreas de los sirvientes, pero  cuida de hacer sus propias compras en Bizancio."
La obra fue muy exitosa, manteniéndose en cartel más de seis meses. El traje fue reutilizado en muchas giras posteriores, cruzando el Atlántico de gira por América del Norte al menos dos veces.
El vestido fue restaurado en un proyecto de dos años que comenzó en 2009 cuando se recaudaron £50.000 para el trabajo. En 2011, después de 1.300 horas de trabajo de conservación y un coste de £110.000, fue colocado en exhibición en la casa convertida en museo de Ellen Terry, Smallhythe Place, cerca de Tenterden en Kent. Ha sido descrito por la Fundación Nacional para Lugares de Interés Histórico o Belleza Natural como "uno de los trajes de teatro más icónicos y célebres de su época".

## Pintura
La pintura muestra a Terry de pie, erguida, sosteniendo la corona del rey Duncan por encima de su cabeza, a pesar de que la pose descrita no figura en la producción de Irving. Largas trenzas de cabello rojo atadas con cintas de oro cuelgan hasta las rodillas de Terry, sobre una capa de terciopelo jaspeado con animales rojos bordados (posiblemente grifos, o leones escoceses ).
El lienzo mide 221 centímetros de alto por 114,5 centímetros de ancho, con un marco de oro pesado con motivos celtas, probablemente diseñado por Sargent y realizado por Harold Roller. Fue exhibido por primera vez en la exposición de verano en la New Gallery en 1889. En su memorias, Terry llama a la pintura la sensación del año 1889. Fue luego mostrada en la Société Nationale des Beaux-Arts de París en 1890, en la Exposición Universal de Chicago de 1893, y en la 26ª Exposición de Otoño en Liverpool en 1896. Irving compró la pintura a Sargent para exhibirla en la Beefsteak Room en el Lyceum Theatre. Después de la muerte de Irving en octubre de 1905, la pintura fue vendida en Christie's el 16 de diciembre de 1905, y comprada por un agente para Sir Joseph Joel Duveen, quién la donó a la Tate Gallery.
La National Portrait Gallery conserva una fotografía contemporánea de Ellen Terry llevando el vestido. También guarda un boceto al óleo en grisalla hecho por Sargent para Terry por sus bodas de oro con el teatro en 1906, mostrando a Terry como Lady Macbeth a la entrada de un castillo con damas de honor inclinándose en reverencia a su paso, basado en un dibujo a color más temprano guardado en Smallhythe Place.

## Galería

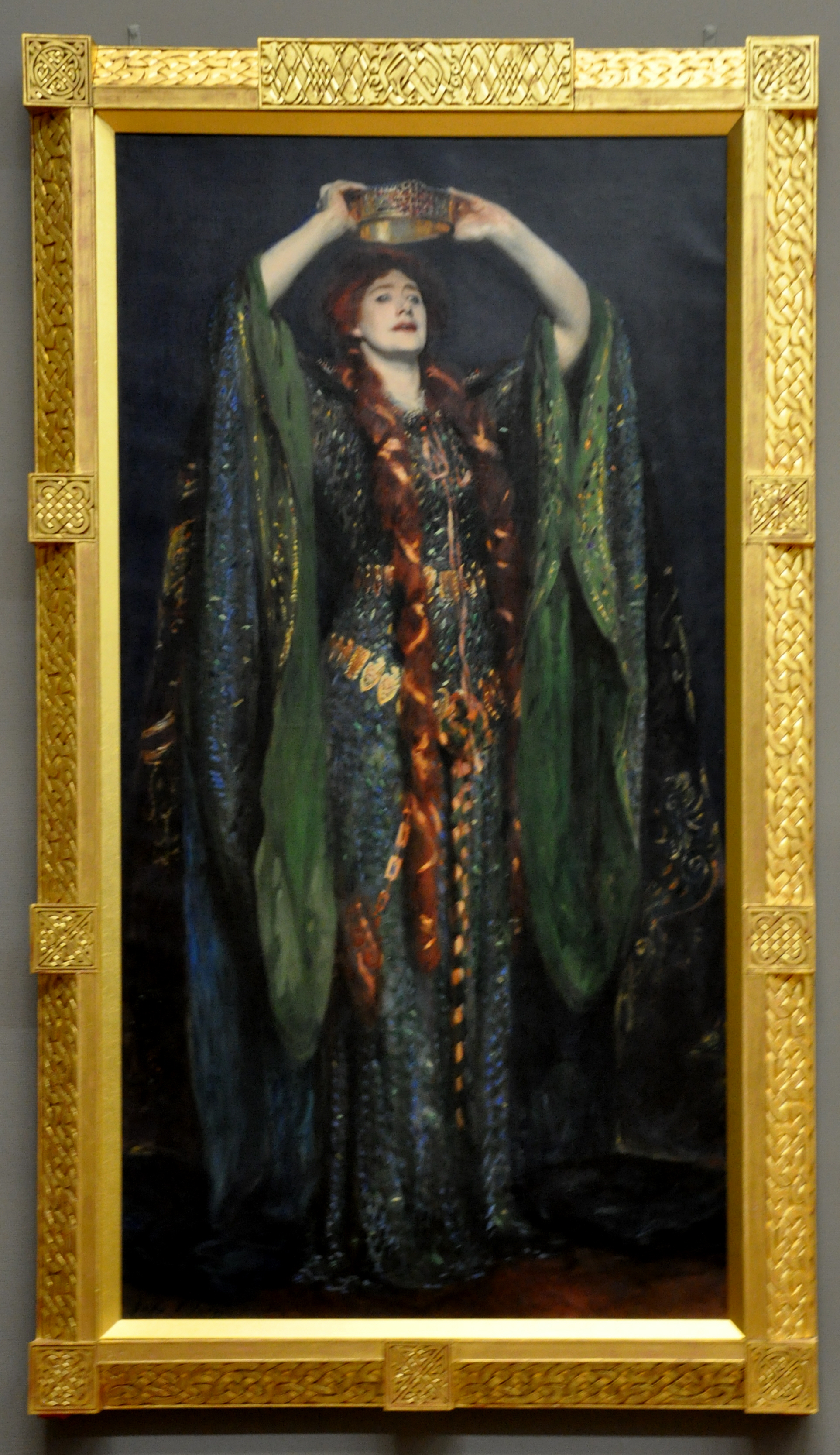
Pintura en la Tate Britain, incluyendo el marco pesado con motivos celtas.
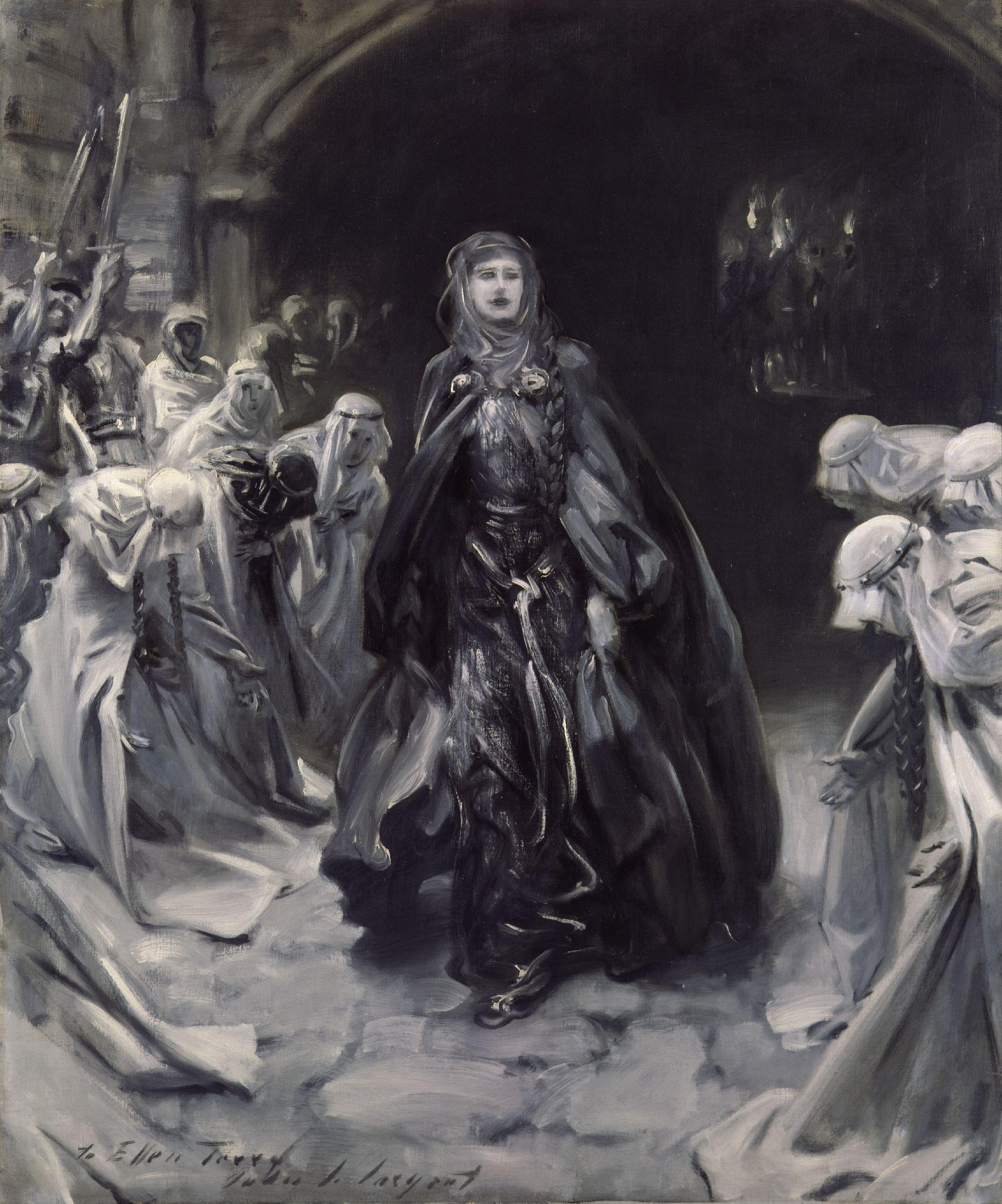
Boceto de Sargent para Terry por las bodas de oro de su debut en este año, 1906.